# 12 de gener
El 12 de gener és el dotzè dia de l'any del calendari gregorià. Queden 353 dies per finalitzar l'any i 354 en els anys de traspàs.

## Esdeveniments
Països Catalans
- 1706 - Vila-real: La resistència d'un grup de veïns proaustracistes al pas de les tropes reials provoca l'assalt de la vila, parcialment incendiada, i la mort de quasi cinc-centes persones entre els dos bàndols.
- 1924: els diputats de la Mancomunitat de Catalunya són destituïts per Miguel Primo de Rivera.
- 1934 - Lleida, S'inaugura EAJ-42 Ràdio Lleida, de la xarxa de Ràdio Associació de Catalunya, a la Casa Llorens del carrer Major.[1]
- 1983 - Barcelona: Comença el VII congrés de la CNT.
- 2006 - Santa Coloma de Gramenet (el Barcelonès): Explosió de gas a la Rambla del Fondo que obliga a reallotjar els veïns de la zona a Badalona i Barcelona.
- 2016 - El Parlament de Catalunya investeix Carles Puigdemont i Casamajó com a 130è president.

Resta del món
- 1807 - Leiden (Països Baixos): un vaixell carregat de pólvora explota al port de la ciutat i en destrueix gran part.
- 1816 - França: el govern desterra la família Bonaparte del país.
- 1881 - Batalla de San Juan de Chorrillos a la Guerra del Pacífic entre Xile, el Perú i Bolívia.
- 1897 - Estats Units d'Amèrica: Nikola Tesla inaugura la primera central hidroelèctrica del món, a les cascades del Niàgara.
- 2010 - Terratrèmol de magnitud 7.0 Mw a Haití.

## Naixements
Països Catalans
- 1591 - Xàtiva, la Costera: Josep de Ribera, també conegut com a lo Spagnoletto, pintor i gravador valencià del barroc.
- 1758 - Sabadell: Antoni Bosch i Cardellach, metge, arxiver i historiador català.
- 1823 - Camprodon: Domènec Buxeda i Crehuet, industrial tèxtil català.
- 1919 - Arenys de Mar, Maresme: Fèlix Cucurull i Tey, escriptor i polític català.
- 1937 - Barcelona: Vicenç Sardinero, baríton català.
- 1948 - Palma, Mallorca: Carme Riera, escriptora mallorquina.[2]
- 1949 - Vic, Osona: Imma Bellafont, llibretera i activista cultural catalana.[3]
- 1968 - Barcelona: Laura Mañá i Alvarenga, actriu, guionista i directora de cinema catalana.[4]
- 1970 - Barcelona: Josep Gaspar i Serra, operador i director cinematogràfic català.
- 1976 - Barcelona: Sandra Gallego i Vicario, jugadora de bàsquet catalana, fisioterapeuta i llicenciada en INEF.[5]
- 1995 - Figueres: Maverick Viñales Ruiz, pilot de motociclisme català.

Resta del món
- 1628 - París: Charles Perrault, contista francès.
- 1822 - Mussy-la-Ville, Regne Unit dels Països Baixos: Étienne Lenoir, enginyer belga-francès, inventor del primer motor de combustió interna (m. 1900).[6]
- 1853 - Lugo: Gregorio Ricci-Curbastro, matemàtic italià (m. 1925).
- 1870 - Rakovnik, Bohèmia: Karel Burian, tenor txec, especialitzat en les obres de Wagner.
- 1876 -
  - San Francisco, Califòrnia: Jack London, escriptor estatunidenc.
  - Venècia, Itàlia: Ermanno Wolf-Ferrari, compositor italià.
- 1896 - Vílnius, Lituània: Borís Skossyreff, aventurer que intentà prendre el poder a Andorra durant els anys 1930, proclamant-se rei d'aquest estat.
- 1899 - Olten, Suïssa: Paul Hermann Müller, químic suís, Premi Nobel de Medicina o Fisiologia de 1948.
- 1906 - Shanghai (Xina): Cai Chuseng, guionista, productor i director de cinema xinès (m. 1968).[7]
- 1925 - 
  - Argentina: Mirta Acuña de Baravalle, activista pels drets humans, membre de Madres i Àvies de la Plaza de Mayo.[8]
  - Argentina: Beatriz H. C. Aicardi de Neuhaus, activista pels drets humans, una de les dotze fundadores de l'Associació Àvies de Plaza de Mayo.[9]
- 1926 - Nova York (EUA): Morton Feldman, compositor estatunidenc (m. 1987).[10]
- 1931 - Istanbul: Leyla Erbil, una de les escriptores contemporànies capdavanteres a Turquia (m. 2013).[11]
- 1938 - Shiniujiang (Xina): Mo Yingfeng (en xinès tradicional: 莫應豐; en xinès simplificat: 莫应丰; en pinyin: Mò Yīngfēng) escriptor i guionista xinès (m. 1989).
- 1949 - Kyoto (el Japó): Haruki Murakami, escriptor japonès.
- 1956 - 
  - Gagarin, Rússia: Nikolai Noskov, músic rus, cantant de Gorki Park.
  - Oyster Bay, EUA: Marie Colvin, reportera de guerra al The Sunday Times.[12]
- 1957 - 
  - París: Virginie Thévenet, actriu, directora i guionista francesa.[13]
  - Hollywood, Califòrnia, Estats Units: John Lasseter, animador format als estudis Disney, director creatiu de Pixar.
- 1964 -
  - Albuquerque, Nou Mèxic (EUA): Jeff Bezos, empresari estatunidenc, fundador d'Amazon.com.[14]
  - Granada: Blanca Li, ballarina i coreògrafa espanyola.[15]
- 1973 - Istanbul, Turquia: Hande Yener, cantant, compositora i productora turca.
- 1974 - Whiston, Anglaterra: Melanie Chisholm, coneguda com a Mel C, cantant anglesa, membre de les Spice Girls.[cal citació]
- 1976 - Ceuta: La Shica, pseudònim d'Elsa Rovayo, cantant pop espanyola amb formació de flamenc i ballet clàssic.[16]
- 1985 - Madrid, Borja Valero, futbolista madrileny.
- 1986 - Lanús, Argentina, Pablo Daniel Osvaldo, futbolista argentí.
- 1987 - Nuoro, Itàlia, Salvatore Sirigu, futbolista italià
- 1993 - Bradford, Regne Unit, Zayn Malik, cantant britànic.
- 1994 - Frankfurt del Main, Alemanya, Emre Can, futbolista alemany d'ascendència turca.

## Necrològiques
Països Catalans
- 1817 - Roma, Itàlia: Joan Andrés i Morell, humanista, historiador i crític literari valencià, autor de la primera història de la literatura universal i comparada (n. 1740).
- 1894 - Scala Dei: Marià Rius i Montaner, empresari i polític català (m. 1838).
- 1900 - Sabadell: Joan Plans i Costa, adroguer, alcalde de Sabadell i president de Caixa d'Estalvis de Sabadell.
- 1970 - Barcelona: Joan Draper i Fossas, escriptor i periodista català, amb els pseudònims Blai i Kronorrim (n. Arenys de Mar, 1889).
- 1993 - València: Carles Mira, guionista i director de cinema valencià (n. 1947).
- 1996 - Barcelona: Joan Barat i Creus, poeta i escriptor català.
- 2000 - Ciutat de Mèxic: Emma Alonso, actriu catalana exiliada a Mèxic després de la guerra civil espanyola (n. 1912).[17]
- 2003 - Barcelona: Joan Ferraté i Soler, crític i traductor català (n. 1924).
- 2011 - Barcelona: Núria Llimona i Raymat, pintora catalana (n. 1917).[18]

Resta del món
- 1665 - Castres (Regne de França): Pierre de Fermat, jurista i matemàtic occità.
- 1705 - Nàpols (Itàlia): Luca Giordano, pintor barroc italià (n. 1634).
- 1834 - Terol, Aragó (Espanya): Rafael Ram de Viu i Pueyo, baró d'Herbers, va ser cavaller de la Reial Mestrança i alcalde-corregidor de València.
- 1865 - Edo (Japó): Utagawa Kunisada, artista dissenyador de xilografies.
- 1871 - Madrid: Eduardo Zamacois y Zabala, pintor basc (n. 1841).
- 1898 - Gènova (Itàlia)ː Mary Cowden Clarke, escriptora anglesa, autora de la Concordance to Shakespeare (n. 1809).[19]
- 1910 - París: Léontine Lippmann, salonnière francesa, model literari de Proust i Anatole France (n.1844).[20]
- 1939 - Bucarest, Romania: Hariclea Darclée, cèlebre soprano romanesa (n. 1860).[21]
- 1954 - Hèlsinki: Ellen Thesleff, pintora expressionista finlandesa (n.1869).[22]
- 1960 - Madrid (Espanya): Pere Puig i Adam, pedagog i matemàtic català (n. 1900).
- 1965 - Ciutat de Mèxic (Mèxic): August Pi i Sunyer, fisiòleg, polític i dirigent esportiu català (n. 1879).
- 1976 - Wallingford, Oxfordshire, (Anglaterra): Agatha Christie, escriptora.[23]
- 1985 - La Foa (Nova Caledònia): Éloi Machoro, polític neocaledonià d'ètnia canac.
- 1997 - Chicago (EUA): Charles Brenton Huggins, metge canadenc, Premi Nobel de Medicina o Fisiologia de l'any 1966 (n. 1901).
- 2000 - Weston, Massachusetts: Margaret Hutchinson Rousseau, enginyera química (n. 1910).[24]
- 2001 - Madrid (Espanya): María Félix Torres, religiosa aragonesa, fundadora a Barcelona de la congregació de la Companyia del Salvador (n. 1907).
- 2004 - Sant Petersburg: Olga Ladíjenskaia, matemàtica russa que estudià l'equació diferencial en derivades parcials (n. 1922).[25]
- 2007 - Detroit (EUA): Alice Coltrane, música nord-americana (n. 1937).[26]
- 2008 - Madrid (Espanya): Ángel González, poeta espanyol (n. 1925).
- 2015 - Leipzig: Ielena Obraztsova (n. 1939) mezzosoprano russa.[27]
- 2018 - Suresnes (França): Pierre Pincemaille, organista i professor francès. (n. 1956).
- 2022 - Danbury, Connecticut (EUA): Veronica Greenfield, coneguda com a Ronnie Spector, cantant estatunidenca, cofundadora i líder del grup The Ronettes (n. 1943).[28]
- 2023 - West Hills: Lisa Marie Presley, actriu i cantant nord-americana (n. 1968).

## Festes i commemoracions
- Onomàstica: sants Arcadi de Mauritània, Tatiana de Roma, Cesària d'Arle, monja; Benet Biscop, abat de Wearmouth; Ferriol de Grenoble, bisbe i màrtir; sant Elred de Rievaulx, abat; Martí de Lleó, prevere; Victorià d'Asan, Antonio Maria Pucci, Marguerite Bourgeoys, fundadora; Nazari de Cuixà, monjo llegendari, inexistent.
  - Venerats a l'Orde de Sant Francesc: servent de Déu Pau de Perpinyà, màrtir (1458).